# Butbladet liguster
Butbladet liguster (Ligustrum obtusifolium) er en vintergrøn eller løvfældende busk med en bred, overhængende til opstigende vækst. Hovedgrenene bærer talrige, tæt forgrenede sidegrene, så hele vækstformen er meget kompakt. 

## Beskrivelse
Barken er først grønligt violet men bliver snart lysegrå. Gamle grene kan være svagt furede. Knopperne sidder modsat, og de er ægformede og lysegrønne. Bladene er ægformede og helrandede med bølget kant. Oversiden er kraftigt grøn, mens undersiden er grågrøn (høstfarven er violet). Blomstringen sker i juli, og den består af hvide toppe med små, tungt duftende blomster. Frugterne er sorte stenfrugter.
Rodnettet er meget fint forgrenet og når vidt omkring (det er altså en hård konkurrent for andre planter).
Højde x bredde og årlig tilvækst: 2 x 3 m (10 x 15 cm/år).

## Hjemsted
Denne liguster vokser som underskov og i skovbryn på mineralrig og fugtig bund i Nordkina, Korea og Japan. 
I de klipppeblokfyldte slugter i Chugokudistriktet, Hiroshima præfekturet, Japan, findes arten sammen med bl.a. Deutzia crenata, japansk blommetaks, japansk gedeblad, japansk glasbær, japansk slangeskæg, Lindera glauca (en art af sommerlaurbær), mangeblomstret rose, rådhusvin, Smilax sieboldii (en art af sarsaparil), storblomstret blåregn, trefingret akebia, uægte hortensia og Vitis saccharifera (en art af vinstok)

## Variant
Som regel forhandles arten i en lavtvoksende variant: Ligustrum obtusifolium var. regelianum.
- Vækstform
- Blomster

| Portal | Portal:Botanik |

## Note
1. ↑  Tukasa Hukusima: Phytosociological Studies on the Vegetation at Kui Block Field, Hiroshima Prefecture, Japan Arkiveret 5. marts 2016 hos  Wayback Machine (engelsk)